# (2063) Baco
(2063) Baco es un asteroide perteneciente a los asteroides Apolo descubierto por Charles Thomas Kowal el 24 de abril de 1977 desde el observatorio del Monte Palomar, Estados Unidos.

## Designación y nombre
Baco recibió al principio la designación de 1977 HB.
Más tarde se nombró por Baco, un dios de la mitología romana.

## Características orbitales
Baco orbita a una distancia media del Sol de 1,078 ua, pudiendo acercarse hasta 0,7013 ua y alejarse hasta 1,454 ua. Su inclinación orbital es 9,432 grados y la excentricidad 0,3494. Emplea 408,7 días en completar una órbita alrededor del Sol.
Baco es un asteroide cercano a la Tierra.

## Características físicas
La magnitud absoluta de Baco es 17,3 y el periodo de rotación de 14,9 horas. Está asignado al tipo espectral Sq de la clasificación SMASSII.